# Plethodon albagula
Espèce
Synonymes
- Plethodon glutinosus albagula Grobman, 1944

Statut de conservation UICN

 LC  : Préoccupation mineure
Plethodon albagula est une espèce d'urodèles de la famille des Plethodontidae.

## Répartition

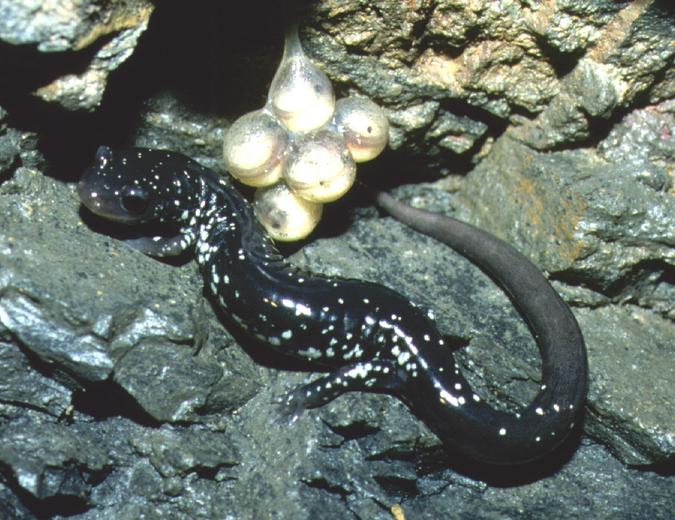

Cette espèce est endémique des États-Unis. Elle est divisée en deux populations, l'une est présente au Missouri, en Arkansas et dans l'est de l'Oklahoma et l'autre vit dans le sud du Texas.

## Publication originale
- Grobman, 1944 : The distribution of the salamanders of the genus Plethodon in the eastern United States and Canada. Annals of the New York Academy of Sciences, vol. 45, p. 261-316.